# Кузьмина, Кристина Алексеевна
Кристи́на Алексе́евна Кузьмина́ (род. 1 марта 1980, Ленинград, РСФСР, СССР) — российская актриса театра и кино, модель, диджей, музыкант.

## Биография
Кристина Кузьмина родилась 1 марта 1980 года в Ленинграде. Отец — Алексей Георгиевич Кузьмин, инженер. Мать Людмила Кузьмина — врач. По материнской линии Кристина получила могучую смесь немецкой, испанской, русской и донской казачьей кровей. Благодаря своей родной тёте, артистке Нелли Поповой, с ранних лет столкнулась с миром театра и вопрос выбора профессии перед ней никогда не стоял. Окончив детскую музыкальную школу по классу фортепиано и занимаясь в детском музыкальном театре имени Виктора Резникова, Кристина начала путь к своей мечте — стать актрисой.
С четырнадцати лет начала работать моделью в агентстве «Модус Вивенди». В качестве фотомодели снялась в рекламных кампаниях фирм «Нордик», «Sprite», стала «лицом» телеканала «Петербург».
Участвуя в конкурсе «Мисс Санкт-Петербург», во время очередного испытания на радио «Модерн» с Дмитрием Нагиевым, увлеклась радиовещанием и в этом же году устроилась на радио «Рекорд», таким образом, став самым молодым диджеем Санкт-Петербурга. Вела радиоэфиры и авторские программы. Кроме того, выступала в клубах, играя жёсткую и не женскую музыку направления «хардкор». Работая на радио познакомилась с разными музыкантами, что дало ей возможность попробовать себя в качестве вокалистки.
В 1997 году поступила в СПбГАТИ, на курс Александра Борисовича Исакова. Но совмещать учёбу с работой на радио и музыкальными выступлениями оказалось сложно, и Кузьмина взяла академический отпуск.
В 1999 году вновь поступила в Санкт-Петербургскую государственную академию театрального искусства (СПбГАТИ), но уже на курс Владислава Борисовича Пази и Юрия Николаевича Бутусова. По окончании академии в 2004 году была принята в труппу Санкт-Петербургского академического театра имени Ленсовета, где играла в спектаклях «Старший сын», «Кабаре», «Войцек», «Поживём — увидим», «Король. Дама. Валет», «Снегири», «На всякого мудреца довольно простоты», «День и ночь» и др.
В 2008 году покинула труппу Театра имени Ленсовета и поступила на службу в Академический драматический театр имени В. Ф. Комиссаржевской в Санкт-Петербурге.
С 2011 года вошла в контрактную труппу Санкт-Петербургского театра «Русская антреприза» имени Андрея Миронова. Работу в театре продолжает совмещать с музыкальным творчеством и работой в кинематографе.

### Личная жизнь
Кристина Кузьмина была замужем за режиссёром Дмитрием Месхиевым (род. 31 октября 1963). Они познакомились на пробах к его фильму «Принцесса и нищий» (2005). Тогда Месхиев не утвердил актрису, а вскоре женился на подруге Кристины Лауре (их брак продлился недолго). Через полтора года после первого знакомства Месхиев предложил ей встретиться. Между ними разгорелся бурный роман, который перерос в брак (это был четвёртый брак Месхиева; от первых трёх браков у него есть дочь Кристина и два сына). Поженились в октябре 2008 года. Их первый сын умер через четыре дня после рождения от тяжёлой патологии сердца. В 2010 году родилась дочь Агриппина. После этого их семейная жизнь разладилась. Многочисленные скандалы в семье следовали один за другим. В 2012 году супруги официально развелись.
В 2014 году между бывшими супругами разразился новый скандал, связанный с сообщением о том, что 24 сентября 2014 года Дмитрий Месхиев избил Кузьмину, пытавшуюся забрать их дочь из его загородного дома в посёлке Комарово. Кузьмина была вынуждена перелезть через забор. Сразу после драки актриса обратилась в 81-й отдел полиции города Зеленогорска с заявлением о нанесении ей телесных повреждений. Месхиев написал встречное заявление, в котором обвинил экс-супругу в нанесении ему ушибов и ссадин, а также в незаконном проникновении на частную территорию.
В начале 2015 года бывшие супруги через суд начали делить имущество. На заседании Петроградского суда Санкт-Петербурга 15 февраля 2015 года Кузьмина заявила, что согласна на раздел имущества на следующих условиях: либо она получает ровно половину, либо Месхиев должен будет выплатить ей компенсацию в размере 550 тысяч долларов США — около 35 миллионов рублей.
В 2018 году, по словам Кристины, когда у неё случился рецидив онкологического заболевания, Месхиев поддержал её и продолжает ей помогать в этой тяжёлой ситуации. Они наладили отношения и стали очень близкими друг другу людьми, как брат с сестрой.

### Болезнь
В 2013 году у Кристины Кузьминой было выявлено онкозаболевание, после чего актриса прошла курс лечения, перенесла операцию, и болезнь отступила.
Летом 2017 года у актрисы случился рецидив отступившего ранее рака груди (однако, в апреле 2019 года она назвала это не рецидивом, а новым витком заболевания). В январе 2018 года Кузьминой снова была проведена операция, и ей во второй раз пришлось пройти курс химиотерапии.
Позже актриса, по её словам, вылечилась.

## Творчество

### Театральные работы

#### Санкт-Петербургский академический театр имени Ленсовета
- «Старший сын», реж. Ю. Бутусов — Макарская
- «Кабаре», мюзикл, реж. В. Пази —
- «Сотворившая чудо», реж В. Баженова — Кэти
- «Поживём — увидим», реж. Ю. Бутусов — Глория
- «Король. Дама. Валет», реж. В. Пази — фантом Марты, учительница танцев, официантка
- «Войцек», реж Ю. Бутусов — Мария
- «День и ночь», реж. Петров — Дада
- «Владимирская площадь», реж. В. Пази — Катя
- «Снегири», реж. В. Сенин — тётя Щуся
- «На всякого мудреца довольно простоты», реж. Сенин — Машенька
- «Фредерик, или Бульвар преступлений!», реж. В. Пази — беременная
- «Развод по-женски» —
- «Кровать для троих», реж. Петров — манекенщица
- «Варвары», реж. Нордштейн — Анна

#### Академический драматический театр имени В. Ф. Комиссаржевской(Санкт-Петербург)
- «Ваал», реж. С. Морфов —
- «Вечер с бабуином», реж С. Александровский — Алла
- «Шесть блюд из одной курицы», реж. В. Гришко — Марина
- «Недалеко от Бога», реж. Ю. Корольчук — Катя
- «Мыльные ангелы», реж. С. Морфов — Магдалена
- «Шизгара», реж. Р. Смирнов — Нелли

#### Санкт-Петербургский театр «Русская антреприза» имени Андрея Миронова
- 2011 — «Красавец-мужчина» по одноимённой пьесе Александра Островского, реж. Юрий Цуркану (премьера — 29 октября 2011 года) — Сусанна Сергеевна Лундышева, племянница Нила Федотыча Лотохина[13]
- 2012 — «Голый король» по пьесе Евгения Шварца, реж. Юрий Цуркану (премьера — 22 декабря 2012 года) — Принцесса

#### Театральное товарищество «Носковы и Компания»
- «Третий с краю», реж. Андрей Носков — Николь

### Фильмография
- 2002 — Спецотдел — Лариса, натурщица
- 2003 — Агент национальной безопасности 4 (серии № 37-46) — Ольга Владимировна Четвергова, аналитик
- 2003 — Бандитский Петербург. Фильм 6. Журналист (серия № 6) — Лена, официантка в мексиканском ресторане
- 2003 — Тайны следствия 3 (фильм № 2 «Третий лишний») — Елена Гуляева, манекенщица
- 2004 — Против течения — Алёна
- 2004 — Новые приключения Ниро Вульфа и Арчи Гудвина (серия № 3 «Слишком много женщин») — Гуин Феррис
- 2005 — Адъютанты любви — Елизавета Алексеевна (Луиза Мария Августа Баденская), российская императрица, жена Александра I, любовница Алексея Охотникова
- 2005 — Верёвка из песка — эпизод
- 2005 — Одна тень на двоих — Лидия Прокофьева, любовница Андрея Данилова, подруга Ирины
- 2005 — Риелтор — Алёна, любимая девушка Мити
- 2005 — Убойная сила 6 (фильм № 5 «Право на защиту») — Юлия Ледогорова, кассир
- 2005 — Фаворский — Ремизова, телеведущая
- 2005 — Двое из ларца (фильм № 6 «Черногорские головоломки») — Весна / Анастасия
- 2006 — Секретные поручения — эпизод
- 2006 — Час пик — Виолетта, секретарша
- 2007 — Семь кабинок — «Котёнок», полуголая официантка
- 2008 — Волшебник — Лена
- 2008 — Жена по контракту — Ларочка
- 2008 — Холмы и равнины — Светлана, учительница музыки, любовница Николая
- 2008 — Холодное солнце — дама в красном автомобиле
- 2009 — Человек у окна — Соня, фотожурналист
- 2010 — Мы из будущего 2 — Мария
- 2010 — Семейная история — психоаналитик
- 2010 — Настоящие —  Екатерина, секретарь охранного агентства «Лорд»
- 2010 — Золотой капкан — Эльвира Станиславовна Лапикова, подруга Елены
- 2011 — Дом на обочине — Тамара, жена Александра
- 2011 — Тени белых ночей —
- 2011 — Чистая проба — Людмила, жена Семёна Товстика
- 2011 — Счастливчик Пашка — Марина, девушка Павла Голубева
- 2011 — На край света — Екатерина, жена Петра
- 2012 — Отрыв — Елена Денисовна Аргунова, жена Михаила[14]
- 2012 — Хмуров — Олеся Морозова, судмедэксперт
- 2014 — Сердце ангела — Елена Василашку, частный детектив
- 2014 — Василиса — Дашка, сестра Василисы Кожиной
- 2014 — Принц Сибири — Светлана Аркадьевна Бушуева, жена/бывшая жена Константина, любовница/бывшая любовница Вадика, работница китайской фабрики
- 2014 — Капкан для Золушки — Ольга Константиновна Лапина, директор пансионата, сестра-близнец Олеси
- 2014 — Неслучайная встреча — Татьяна, одна из жён майора уголовного розыска Ивана Рафаиловича Ромашки
- 2014 — Новогоднее счастье — Василиса
- 2014 — Чужая жизнь — Алла, продавец
- 2015 — Великая — Мария Кошелева, фрейлина Екатерины II
- 2015 — Гастролёры — Марта, начальник отдела труда и занятости населения города Райгале, жена директора школы Мартинаса Саулюса
- 2015 — Граница времени (серия № 3 «Тайна Сен-Жермена») — Екатерина Майская
- 2015 — Лучше не бывает — Алла Мельникова, управляющая супермаркетом
- 2015 — Осколки счастья — Ольга, владелица стоматологической клиники
- 2015 — Морские дьяволы. Смерч 2 (фильм № 19 «Патриот») — Ирина, жена Глухова
- 2015 — Один день, одна ночь — Анна Новак, балерина
- 2015 — Письма на стекле. Судьба — Диана, жена Курганова
- 2016 — Осколки счастья 2 — Ольга, владелица стоматологической клиники
- 2016 — Следователь Тихонов (фильм № 4 «Часы для мистера Келли») — Алла Леонидовна Балашова, жена заместителя директора ювелирного завода Андрея Балашова
- 2016 — Письма из прошлого — Софья Павловна, жена бизнесмена Ивана Андреевича Метельского
- 2016 — Куба — Анастасия Кубанкова, бывшая жена Андрея Кубанкова («Кубы»)
- 2017 — Гостья из прошлого — Ольга Столбова
- 2017 — Женский доктор 3 — Татьяна Седельникова, врач-гинеколог, заведующая отделением гинекологии[15]
- 2017 — Отличница — Виолетта
- 2017 — Я выбираю тебя — Ирина Вольнова, бывшая жена Бориса
- 2017 — Улица — Рита, мать Лёхи, первая жена Андрея Никольского
- 2018 — Светлана — Ляля Смолова
- 2018 — Никто, кроме нас — Любовь, домохозяйка, жена Кирилла, мать Кати и Димы, сестра Веры
- 2018 — Два билета домой — Гурьева, чиновница
- 2019 — Гений — Лада Журавлёва
- 2019 — Мост (2-й сезон) — Наталья Исаева
- 2019 — Замок из песка — Алла
- 2019 — Ты только будь со мною рядом — Софа
- 2019 — Шаг к счастью — Анастасия Жукова, журналист, бывшая жена Сергея Остренко, мать Вики
- 2019 — Снежная королева — Кира
- 2019 — Кумир —  Ирина Журавлёва, певица, бывшая жена следователя Антона Павловича Журавлёва
- 2020 — Женщина наводит порядок — Татьяна Вячеславовна, жена владельца завода Всеволода Ильича[16]
- 2021 — Алиби — Ксения Маклакова
- 2022 — Чайки — Марина
- 2023 — Фандорин. Азазель — помощник Орлова

## Награды
- Премия «Фигаро» (2025)[17]